# Pluton (gra komputerowa)
Pluton – komputerowa strategiczna gra czasu rzeczywistego wyprodukowana przez węgierskie studio Digital Reality oraz wydana przez Monte Cristo na platformę PC 20 listopada 2002.

## Fabuła
Młody amerykański żołnierz w latach 1965–1968 służy w Pierwszej Dywizji Kawalerii Powietrznej w Wietnamie. W hierarchii wojskowej zaczyna jako rekrut by awansować kolejno na porucznika i dowodzić całym plutonem.

## Rozgrywka
Gra została podzielona na piętnaście misji. Gracz może dowodzić żołnierzami takimi jak: snajperzy, saperzy, komandosi czy obsługa karabinu maszynowego, których doświadczenie wzrasta z liczbą wykonanych misji. Może również skorzystać z różnego rodzaju broni jakimi są: śmigłowce, transportery opancerzone M113 oraz czołgi M48 Patton, a także wsparcie artyleryjskie. Gracz może operować wojskami w różnych terenach: dżunglach, bagnach czy polach ryżowych, a także różnych warunkach atmosferycznych jakimi są m.in.: monsuny, mgły i silny wiatr.
W grze zwarty został tryb gry wieloosobowej umożliwiający grę w sieci lokalnej lub przez Internet.
Gra została oparta na silniku graficznym firmy Digital Reality z gry Hegemonia: Żelazne legiony.

## Produkcja
Przy produkcji gry wykorzystano technologię motion capture, wykonano ponad 400 animacji postaci.